# Bolet chauve
Hemileccinum depilatum
Espèce
Statut de conservation UICN

 LC  : Préoccupation mineure
Hemileccinum depilatum, le Bolet chauve, auparavant Boletus depilatus, est une espèce de champignon (Fungi) basidiomycète du genre Hemileccinum dans la famille des Boletaceae. Il est caractérisé par son chapeau cabossé et son odeur iodée en grattant la base du pied.

## Taxonomie
Le nom correct complet (avec auteur) de ce taxon est Xerocomus depilatus (Redeuilh) Manfr. Binder & Besl, 2001.
L'espèce a été initialement classée dans le genre Boletus sous le basionyme Boletus depilatus Redeuilh, 1986.

### Synonymes
Hemileccinum depilatum a pour synonymes :
- Boletus depilatus Redeuilh, 1986
- Boletus obsonium ss. J. Blum (1969)
- Leccinum depilatum (Redeuilh) Sutara, 1989
- Xerocomus depilatus (Redeuilh) Manfred Binder & Besl (2001)

### Noms vulgaires et vernaculaires
Ce taxon porte en français les noms vernaculaires ou normalisés suivants : bolet chauve, bolet cabossé.

## Description du sporophore

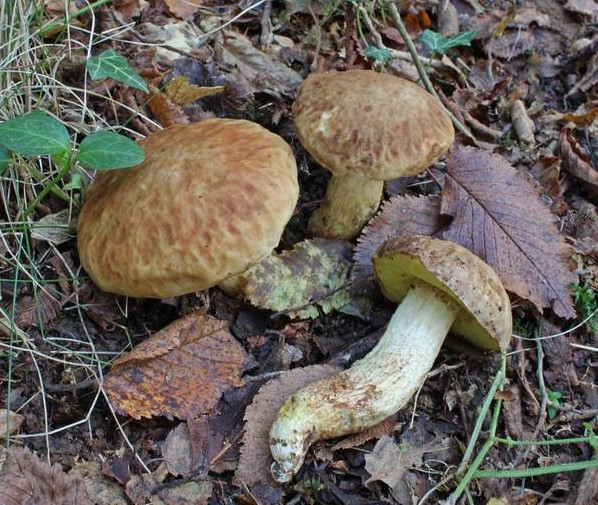
Trois sporophores de H. depilatum en Croatie.

Les bolets sont des champignons dont l'hyménophore, constitué de tubes et terminés par des pores, se sépare facilement de la chair du chapeau. Ce chapeau d'abord rond, recouvert d'une cuticule, devient convexe à mesure qu’il vieillit. Ils ont un pied (stipe) central assez épais et une chair compacte. Les caractéristiques morphologiques de H. depilatum sont les suivantes :

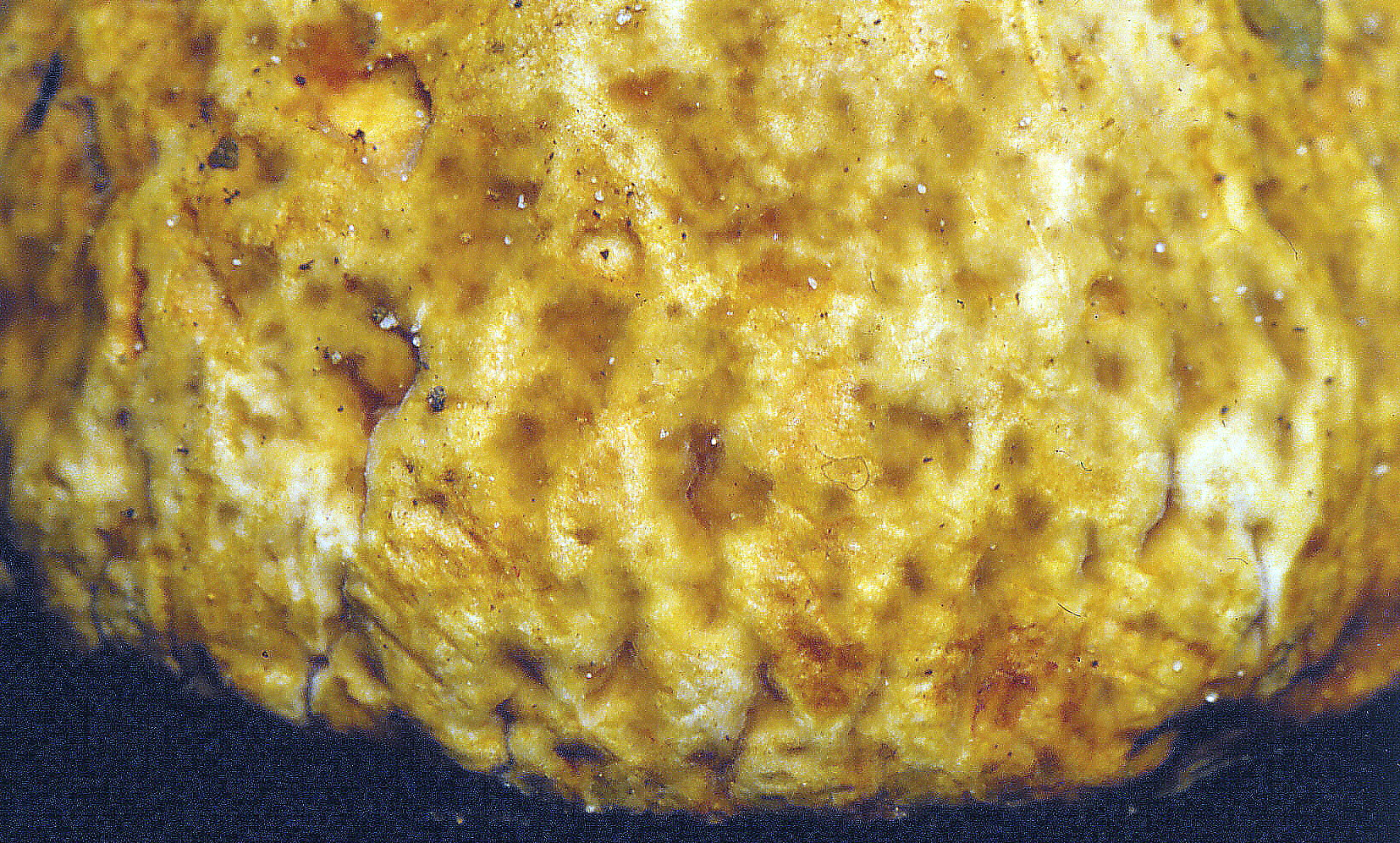
Aspect du chapeau martelé cabossé typique.

Son chapeau mesure 6 cm à 12(15) cm, il est hémisphérique à convexe-pulviné (en forme de coussin), vite étalé, à la fin souvent entièrement plan. Marge aiguë, avec une fine marginelle peu ou non rabattue sur les tubes, ou obtuse et alors à marginelle subnulle. Surface parsemée de multiples dépressions ou fossettes, donnant un aspect bosselé-martelé caractéristique, rarement unie régulière chez les jeunes. À maturité, les dépressions s'estompent, sauf vers la marge. La zone bosselée peut parfois être circonscrite à mi-rayon, formant une "couronne" encore visible chez l'adulte. Cuticule molle-humide et légèrement translucide, mais non séparable, d'abord brun fauve à brun ocracé, chamois, s'éclaircissant vite à crème-alutacé, café-au-lait, plus ou moins pâle, mastic, rarement grisonnant, les fossettes gardant parfois leur couleur plus sombre d'origine, d'où un aspect marbré. Revêtement très doux, comme satiné au toucher, subpruineux à subvelouté chez les jeunes, et mat, mais en réalité glabre, même sous la loupe, sans la moindre méchule ou feutrage.
L'hyménophore présente des tubes moyennement longs, dépassant à peine l'épaisseur de la chair à mi-rayon de l'hyménium, jaune vif ou citrin, puis jaune-verdâtre, sublibres, puis subadnés après croissance complète du pied, non bleuissants à la coupe, sinon exceptionnellement. Les pores sont concolores. La sporée est olivâtre.
Son stipe est d'abord long et robuste par rapport au chapeau, puis plus élancé, vaguement fuselé, atténué-radicant sur près de la moitié inférieure qui est enterrée profondément et plus ou moins terminé en pointe. D'abord blanchâtre, surtout dans la partie enterrée, puis progressivement jaune pâle dans la partie aérienne, ou seulement au sommet, et enfin se tachant progressivement (mais de façon inconstante, et surtout dans les récoltes méridionales) de rougeâtre vineux, sous la forme typique d'un anneau près du sommet, et de macules ou de plages variables en dessous. Revêtement presque lisse, sauf quelques fines granulations concolores, floconneuses dans la partie aérienne.
La chair est ferme, légèrement cortiquée et fibreuse dans le pied (adultes), d'abord citrin pâle puis presque blanche à maturité, sauf sous les tubes et en haut du pied où elle reste d'un jaune plus soutenu, ainsi qu'à la base du pied où elle est parfois jaune-ocre. Non bleuissante mais se tache assez fréquemment de rougeâtre ou de rosâtre vineux avec l'âge et selon les intempéries, d'abord à la base du pied, puis en haut du pied, puis partout et dans les morsures. Elle peut aussi rester intacte ou bien prendre dans la moitié inférieure du pied une teinte gris-bleuté ou verdâtre-olivâtre caractéristique.
Saveur douce, à peine acidule. Odeur nettement iodée, presque toujours perceptible dans le pied.

### Réactions chimiques
La cuticule vire rapidement au lilas-violacé persistant au contact des vapeurs de NH3.

### Caractéristiques microscopiques
Ses spores mesurent 11 à 15(16) µm x 5 à 6 µm. Ses pleurocystides peu nombreuses, peu larges (7-10 µm), longuement fusoïdes, à col souvent peu marqué.

## Galerie

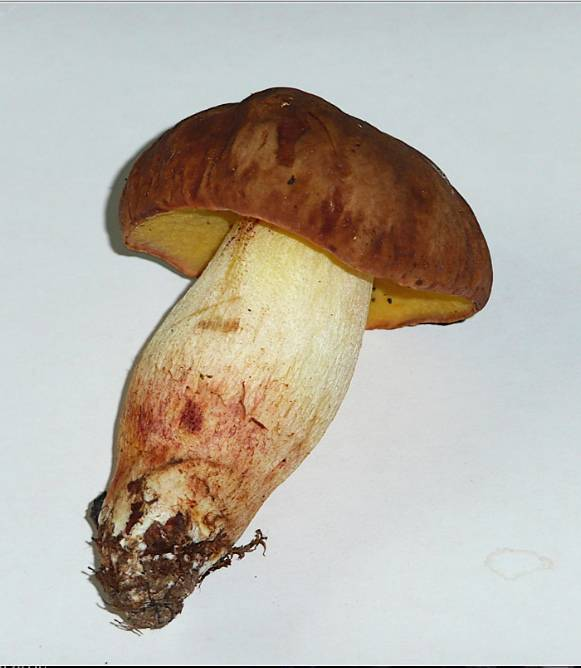
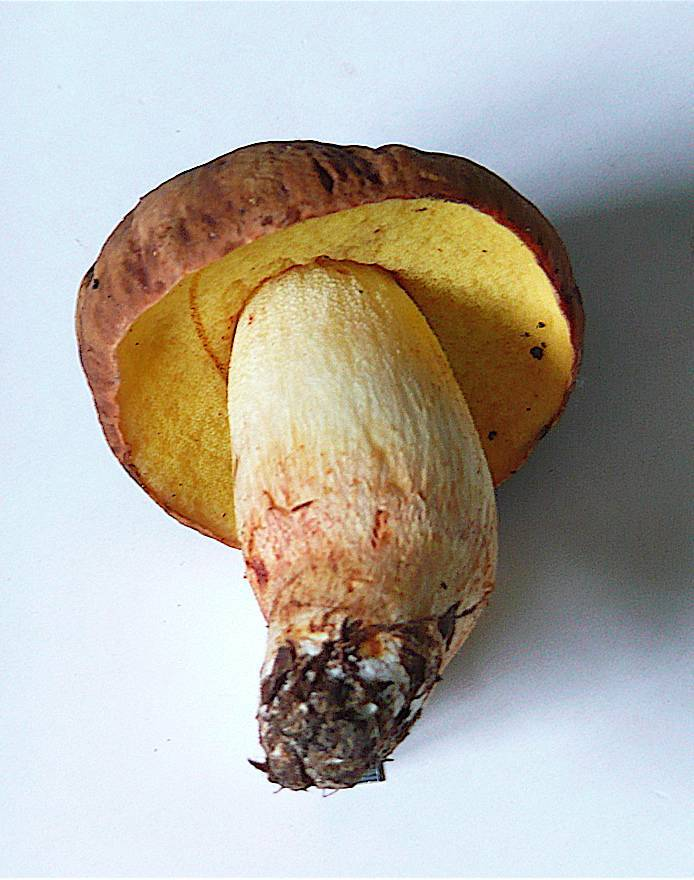
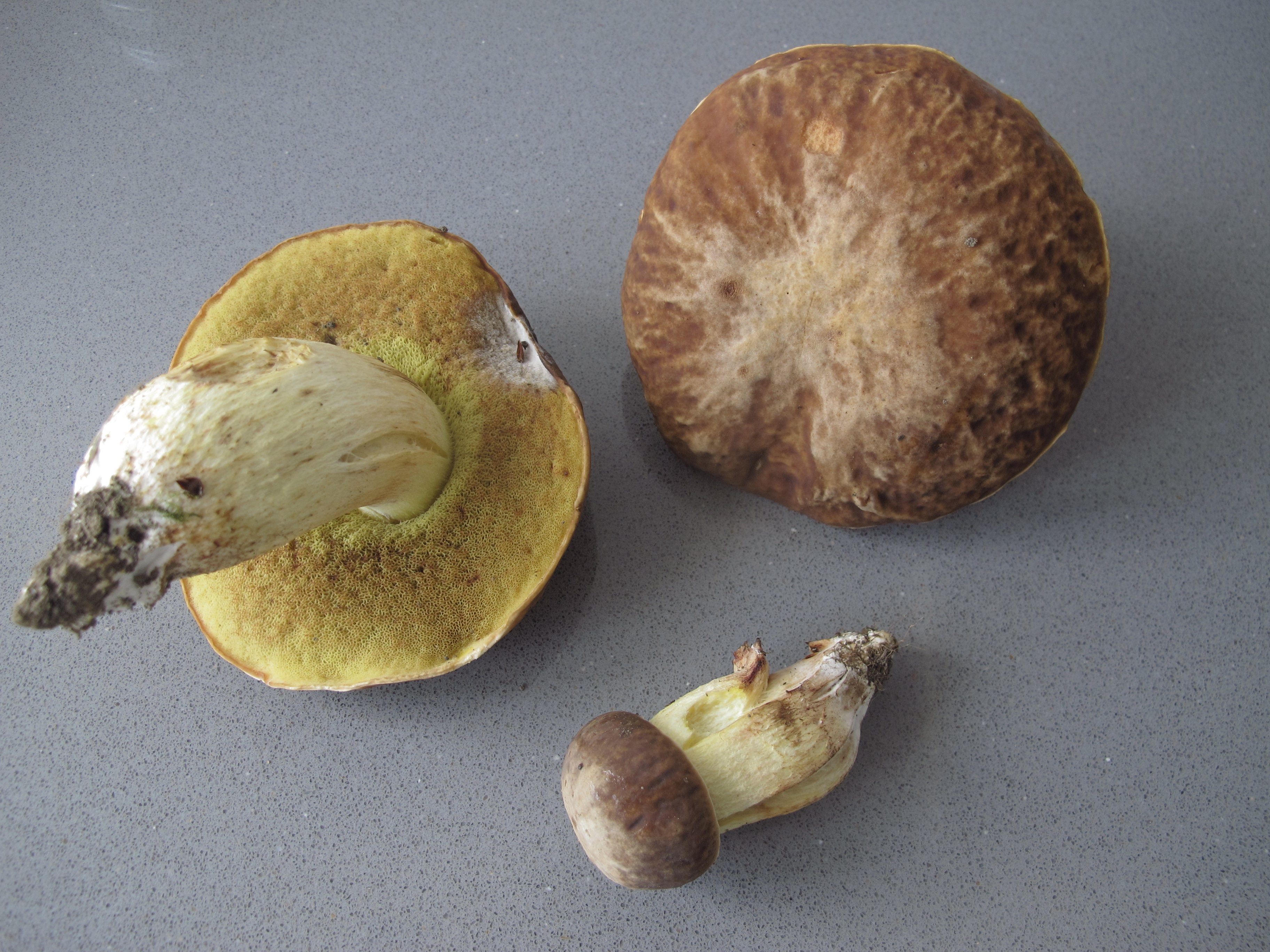
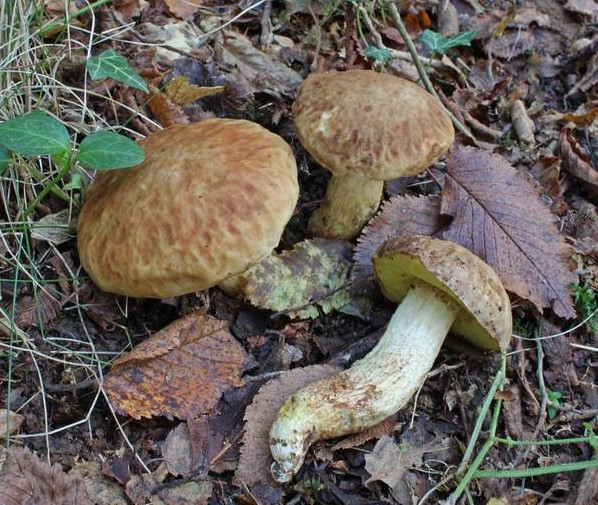
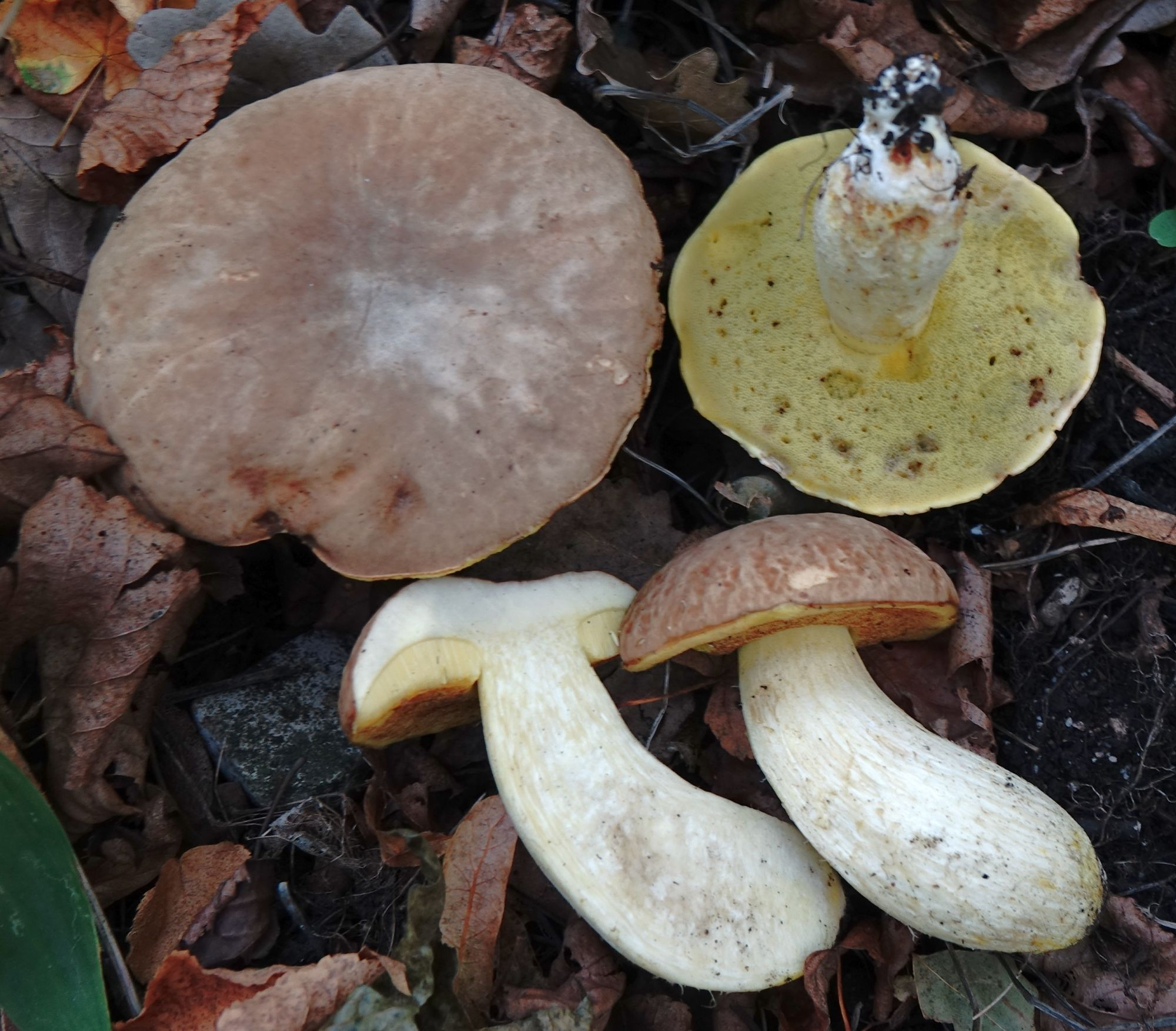
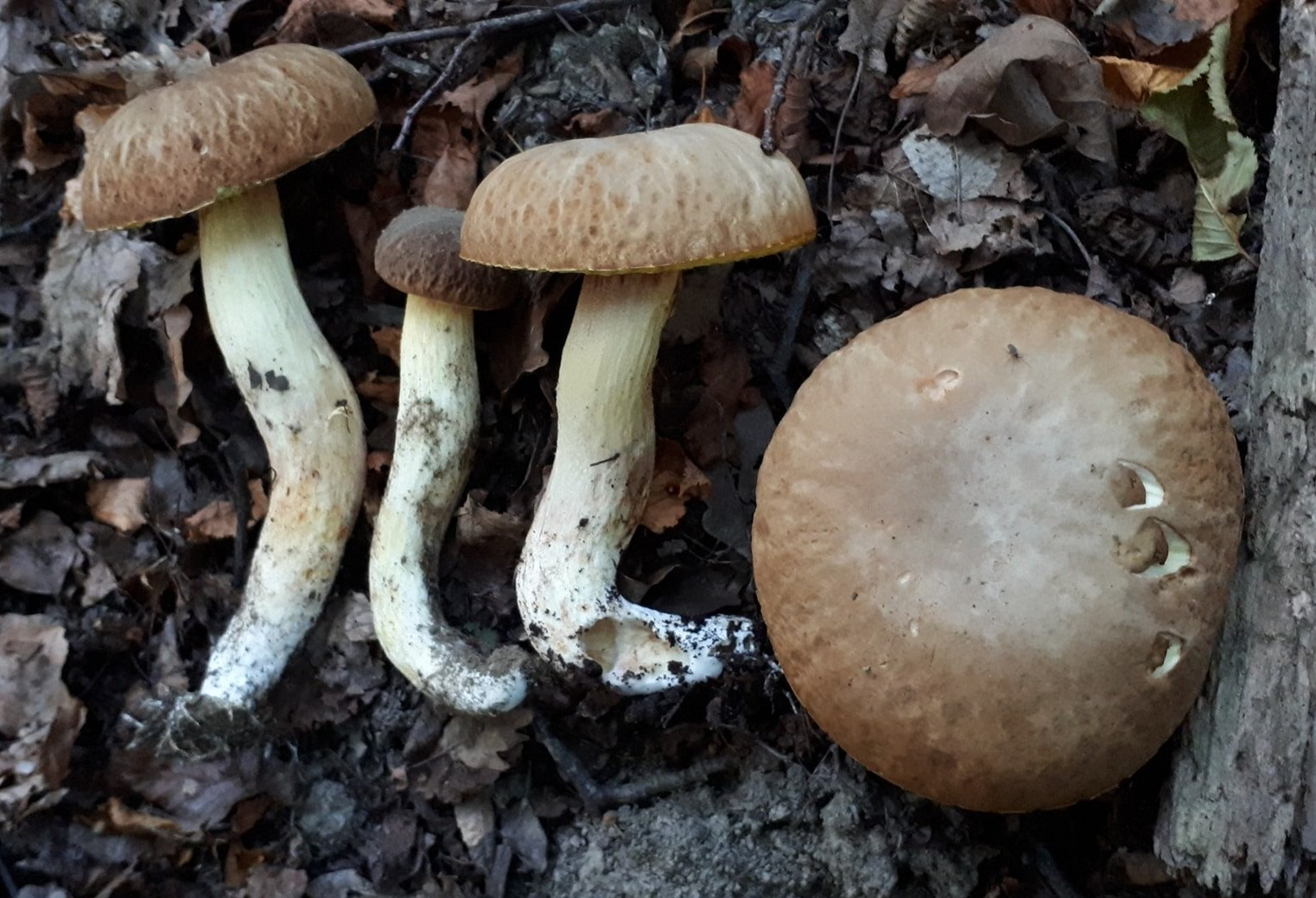

## Variétés et formes
- Hemileccinum depilatum f. sanguineomaculatum, forme maculée de rouge sang, chapeau et stipe maculés de rouge sang. Parfois aussi plus robuste ; chapeau avec ou sans dépressions[6].

## Habitat et distribution

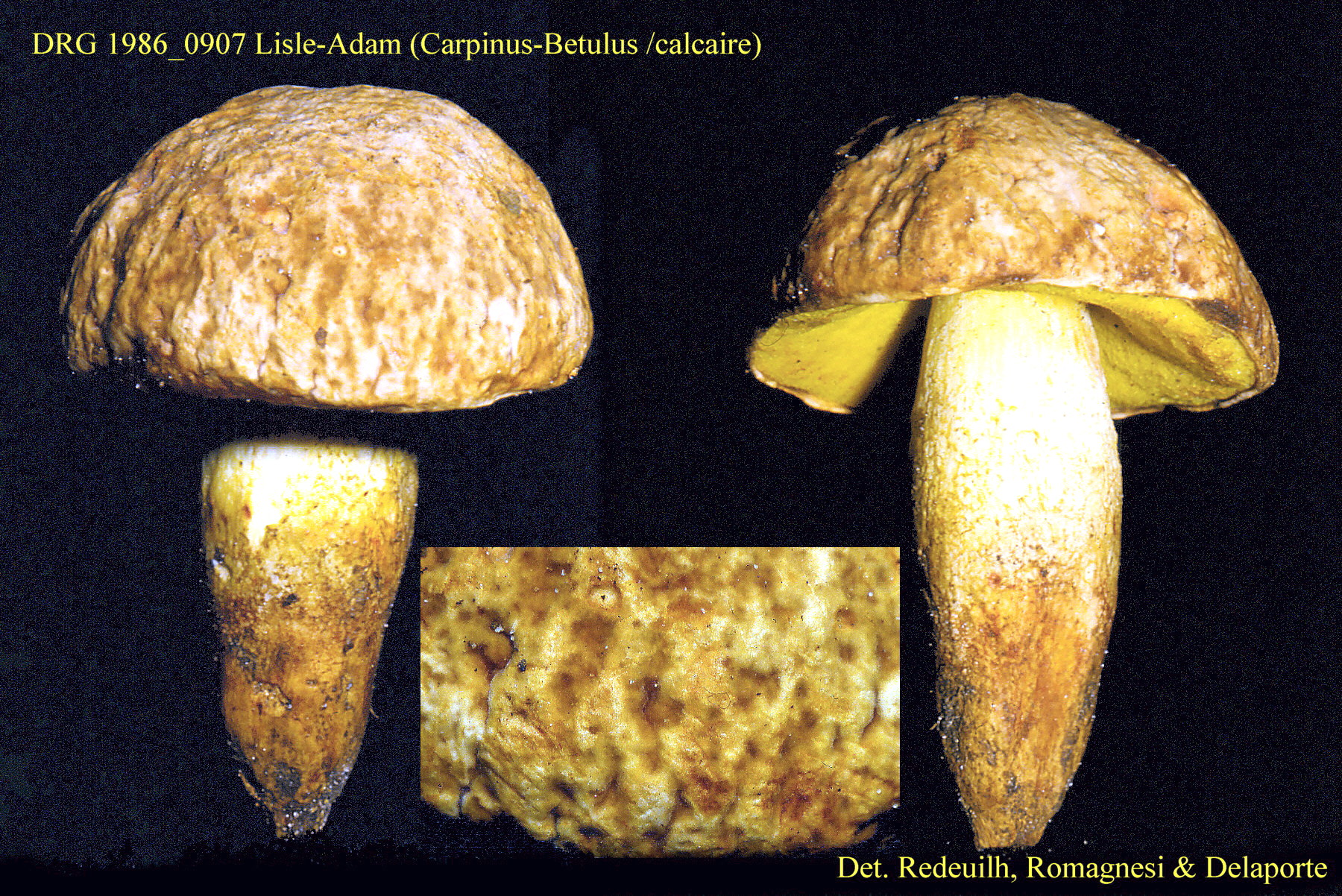
Boletus depilatus venait d'être inventé par Guy Redeuilh, alors, on le voyait partout, sans avoir besoin de couper les Leccinum en deux, ni les étamines en quatre !

C'est une espèce peu commune, venant en petites troupes très dispersées, fidèle à ses stations, même sèches, sous feuillus, surtout Carpinus, en terrain calcaire, en été (juillet-septembre), en France, Corse, Italie, Tchéquie et Slovaquie.

## Statut de conservation

### Régional
- Alsace : classement de cette espèce en catégorie NT (Quasi menacée) au niveau régional[8].

## Comestibilité
Le Bolet chauve est comestible, il est préconisé de lui retirer son pied fibreux et indigeste avant consommation. Cependant, étant plus rare que son cousin H. impolitum, il ne fait l'objet d'aucune consommation traditionnelle connue, à peine consommé occasionellement, éventuellement en confusion avec un Cèpe. Pour cette raison, on peut considérer cette espèce comme sans interêt alimentaire .

## Confusions possibles
Le Bolet chauve est à comparer avec les espèces suivantes :

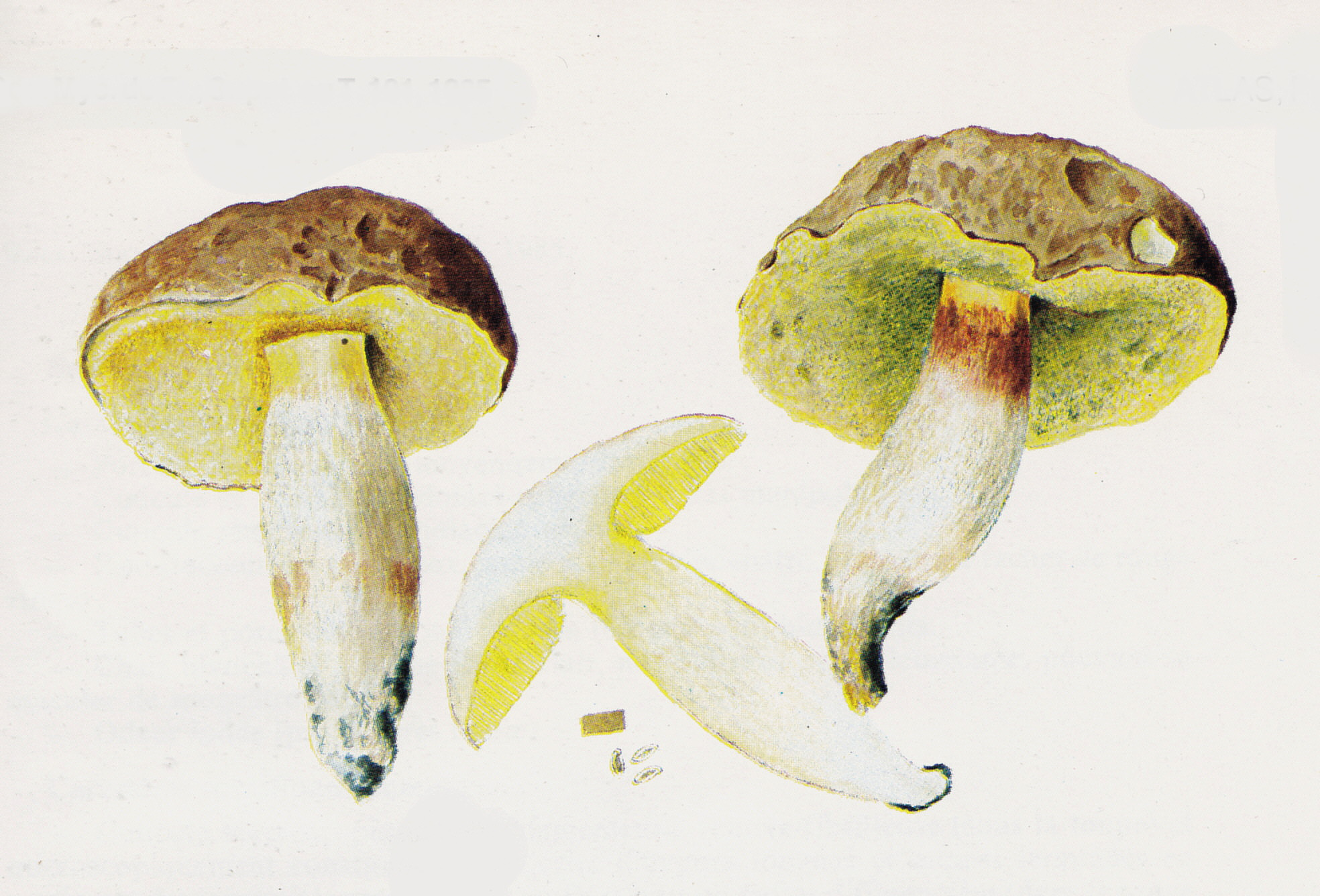
Boletus depilatus aquarelle Peltereau 1896.

- Le Bolet dépoli (Hemileccinum impolitum), au chapeau non cabossé, de texture feutrée, blanchâtre à brun. Comestible.
- Les Cèpes (B. edulis, B. aereus, B. pinophilus, B. aestivalis), au chapeau non ou peu cabossé selon l'espèce, aux pores jaunes uniquement à maturité, blancs au début, au pied orné d'un réseau et sans odeur d'iode. Comestibles réputés.